# Глубокое (Ивано-Франковский район)
Глубо́кое (укр. Глибоке, до 2018 года — Глубо́кая, укр. Глибока) — село в Богородчанской поселковой общине Ивано-Франковского района Ивано-Франковской области Украины.
Население по переписи 2001 года составляло 1512 человек. Занимает площадь 37 км². Почтовый индекс — 77720. Телефонный код — 03471.